# Syrtis Major
Cet article concerne uniquement le volcan Syrtis Major. Pour la région éponyme, voir Syrtis Major Planum.
Syrtis Major est la plus ancienne formation d'albédo identifiée sur la planète Mars, située par 9,9° N et 70,0° E dans le quadrangle de Syrtis Major, en bordure occidentale d'Isidis Planitia. Elle est facilement reconnaissable grâce à sa teinte sombre, qui contraste fortement avec les terrains qui l'entourent. Elle a donné son nom au plateau de Syrtis Major Planum, et correspond à un ancien volcan bouclier matérialisé par deux caldeiras distinctes, Nili Patera et Meroe Patera, autour de 7,9° N et 67,9° E. Cette nature volcanique explique la teinte sombre des terrains de la région par la présence de roches basaltiques affleurant sous la poussière.

## Géographie et géologie
C'est à la faveur de mesures altimétriques précises réalisées par la sonde Mars Global Surveyor que la région de Syrtis Major Planum a été identifiée comme étant en réalité constituée autour d'un volcan bouclier, remontant au début de l'Hespérien, voire à la fin du Noachien.
|                                                             |  | |
| Topographie de Syrtis Major et Isidis Planitia par le MOLA. |  | 2001 Mars Odyssey THEMIS journée mosaïque d'images infrarouge montrant Nili Patera (en haut à gauche du centre) et Meroe Patera (en bas à droite du centre). |

Deux caldeiras sont aisément identifiables, Nili Patera au nord et Meroe Patera au sud, délimitant une dépression alongée de 350 × 150 km ; Nili Patera aurait été active la plus récemment, à en juger par son taux de cratérisation inférieur à celui de sa voisine méridionale. Cette configuration étirée suggère un volcanisme fissural, semblable à celui vraisemblablement à l'œuvre dans la région d'Hesperia Planum autour de Tyrrhena Patera, et souvent associé, sur Mars, aux plaines de lave des débuts de l'Hespérien.
Une chambre magmatique a par ailleurs été identifiée sous les caldeiras par l'anomalie gravitationnelle qu'elle provoque.